# モンシニョール・ジョヴァンニ・バッティスタ・アグッキの肖像
『モンシニョール・ジョヴァンニ・バッティスタ・アグッキの肖像』（モンシニョール・ジョヴァンニ・バッティスタ・アグッキのしょうぞう、伊: Ritratto di monsignor Giovanni Battista Agucchi、英: Portrait of Monsignor Giovanni Battista Agucchi）は1604年にキャンバス上に油彩で制作された絵画である。1955年に国家芸術収集基金を通して、準男爵エドワード・アーサー・ライセット・グリーンの弟であるフランシス・デニス・ライセット・グリーン (1893-1959年) からイギリスのヨーク美術館に寄贈された。長い間、ドメニキーノに帰属されていたが、現在は一般にアンニーバレ・カラッチに帰属されている。しかしながら、古文書の発見にもとづき、今もドメニキーノへの帰属を支持している研究者もいる。ヨーク美術館はアンニーバレ・カラッチへの帰属を認めているが、アートUKの目録ではまだ認められていない。

## 作品
本作のモデルはジョヴァンニ・バッティスタ・アグッキで、彼はジロラモ・アグッキ枢機卿の兄弟で、カラッチの主な庇護者であった。作品は「キメーレを着て、両手で手紙を持ち、鑑賞者を見ているモンシニョール・アグッキ」として、カルロ・チェーザレ・マルヴァジアの『フェルシーナ・ピットリーチェ』 (1678年) 中にあるアンニーバレ・カラッチの絵画にもとづく版画リストに登場する。しかし、ほかの17世紀の文書は作品をドメニキーノに帰属している。ドメニキーノへの帰属は19世紀から1994年まで一致して支持されていたが、シルヴィア・ギンズバーグは上記のマルヴァジアの言及を再発見し、カラッチへの再帰属を裏づけるほかの記録や様式的証拠を見出した。美術史家のデニス・マーン、ダニエレ・ベナーティ、トマーゾ・モンタナーリは皆、この再帰属を支持している。作品がナショナル・ギャラリー・ロンドンに貸し出されていた間も、この帰属で展示された。
すでに「17世紀に描かれた最も見事な非公式の肖像画の1つ」として考えられている本作は最近、バロック肖像画の一里塚の1つと見なされている。
本作をカラッチに帰属するトマーゾ・モンタナーリは、作品を「話す肖像画」の最初の例の1つとして見なしている。この「話す肖像画」とは、描かれている人物が鑑賞者と直に個人的関係を有しており、話しかけてこようとしているようにさえ見える肖像画のことである。

## ギャラリー

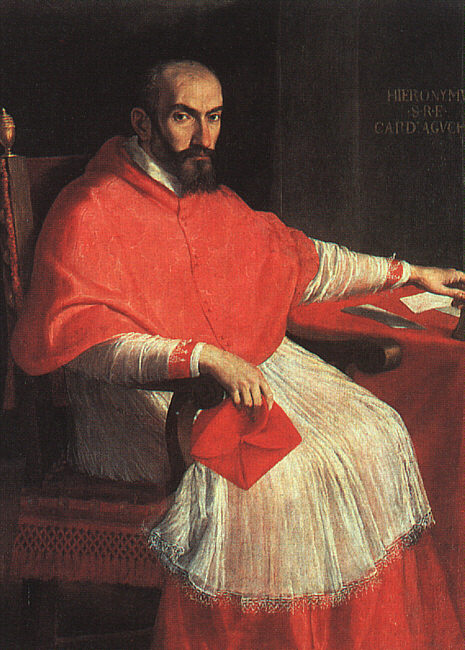
ドメニキーノ『ジロラモ・アグッキ枢機卿の肖像』 (1604-1605年)、ウフィツィ美術館、フィレンツェ
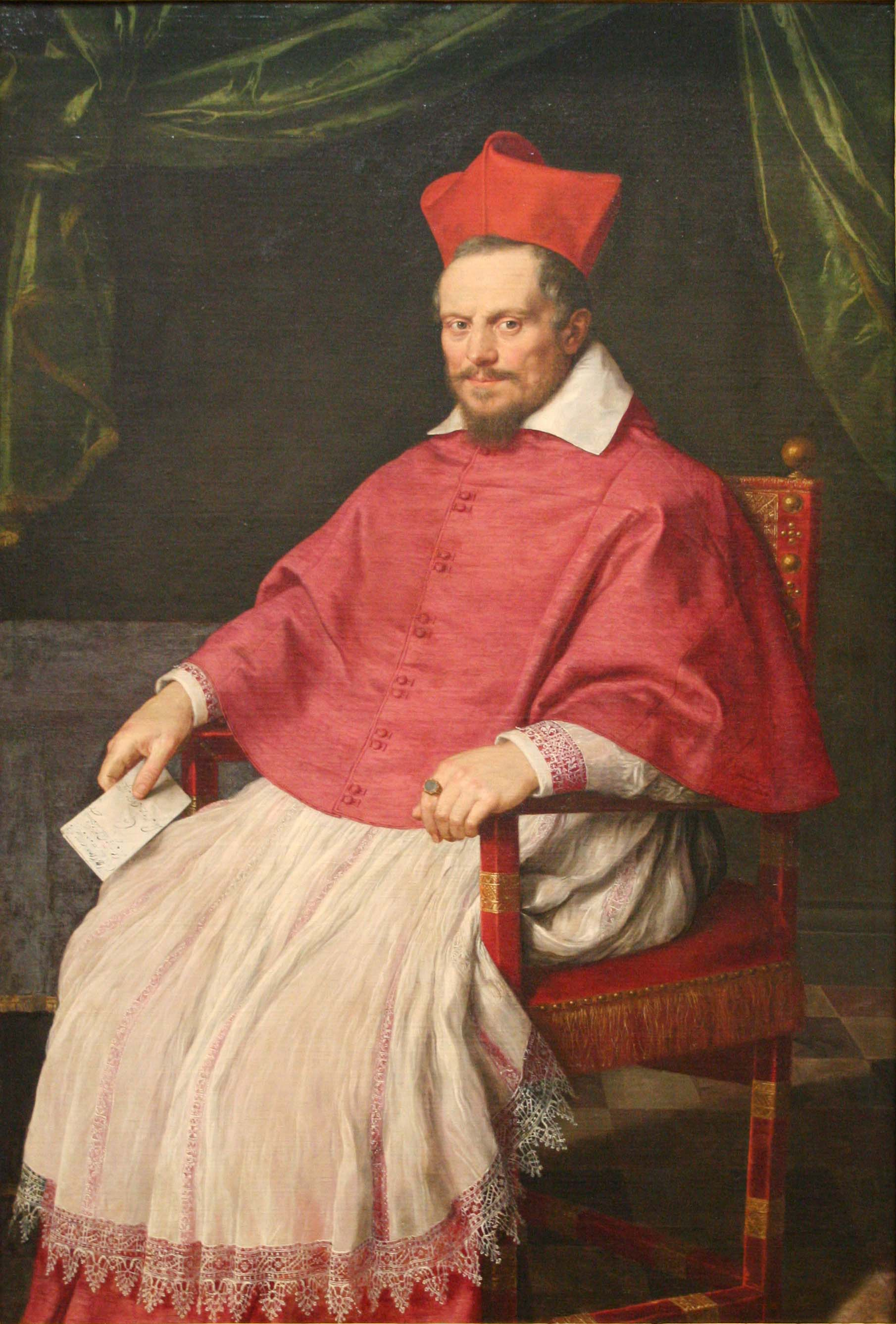
ドメニキーノ『ジャン・ド・ボンジ (Jean de Bonsi) 枢機卿の肖像』(1616年)、ファーブル美術館、モンペリエ
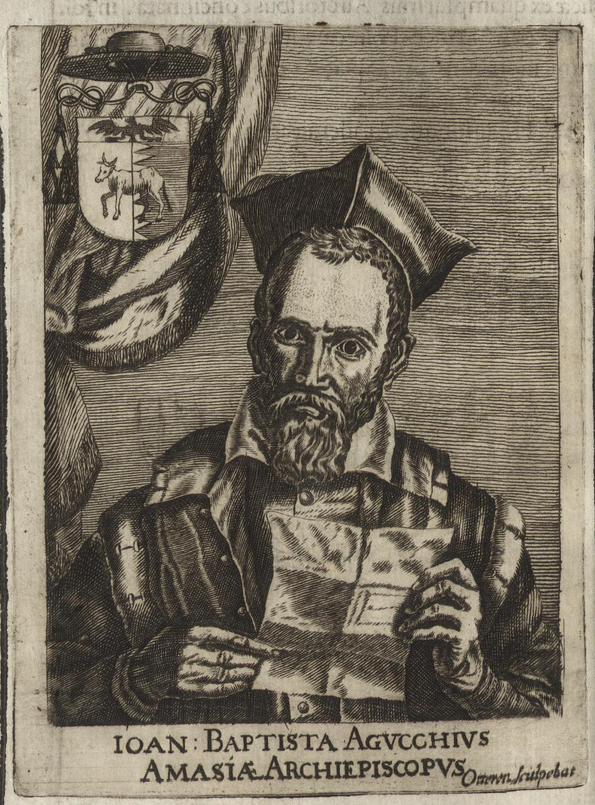
マルヴァジアによって言及されている版画 (1672年)